# إن إيه-11 (كوهستان)
إم إيه-11 هي دائرة انتخابية للمجلس الوطني في باكستان. وهي تضم مقاطعة كوهستان. كانت تعرف سابقا باسم إم إيه-23 (كوهستان) من 1977 إلى 2018. وفي عام 2002 تم تغيير اسمها إلى إم إيه-11 بعد ترسيم الحدود في عام 2018.

## وصلات خارجية
- نتيجة الانتخابات الموقع الرسمي